# Portrait d'un jeune homme (Corneille de Lyon)
Pour les articles homonymes, voir Portrait d'un jeune homme.
Portrait d'un jeune homme est un tableau de Corneille de Lyon.

## Description
« Par la discrétion des ombres et par la liberté de la facture, cet excellent portrait se rapproche des œuvres de la période 1550-1555 ». Ce portrait est conservé au musée royal des beaux-arts d'Anvers, qui l'a acquis à l'occasion du legs de Florent van Ertborn en 1841.